# 列澤區
莱什區是阿爾巴尼亞的36个旧区之一，这些区份在2000年7月全部撤销，并由新成立的12个州份取代。该区面积为479平方公里，人口数量为68,218人（2001年）。该区位于阿尔巴尼亚西北部，区府为莱什市。该区的范围为现今的列澤州莱什市镇。